# Los Blue Boys
Los Blue Boys fueron un grupo español de rock and roll y jazz formado en Madrid entre 1955 y 1956. Suelen ser considerados, junto a otras bandas como Los Pájaros Locos, el Dúo Dinámico, Los Milos o Los Estudiantes, auténticos pioneros del rock en España. Aunque, en su caso, sus orígenes estaban más cercanos a otros estilos.

## Biografía
El grupo se formó a finales de 1955 y principios de 1956. Sus integrantes eran Alfonso Linos (guitarra), Enrique García (batería), Alberto Navarrete (contrabajo), Juan José Guitián (piano) y Alfonso Agulló (cantante solista). Originalmente tendían más hacia el jazz y los ritmos brasileños (la incipiente bossa nova). Pero, al actuar con frecuencia en locales madrileños de la época como el "Hot", el "Nikas Club" y, sobre todo, el bar de oficiales de la base militar de Torrejón de Ardoz, comenzaron a introducir temas de rock en su repertorio.
Su profesionalidad y eficacia les llevó a aparecer, con bastante frecuencia, en programas radiofónicos y televisivos. En ellos interpretaban tanto temas jazzísticos y de bossa nova como versiones de canciones de rock and roll. De hecho, en 1960 ganaron un concurso organizado por el club de fanes madrileño de Paul Anka, lo que propició que fueran fichados por la compañía discográfica Hispavox. Con ella grabarían su primer Ep. Posteriormente, pasarían a otra disquera llamada Fonópolis.
En 1963, cuando los tiempos ya estaban cambiando tras la llegada del yeyé (y justo antes del advenimiento de la "British Invasion"), la banda se disolvió. No sin antes publicar un Ep en el que el rock and roll dejaba paso a su querencia por la bossa nova.
Sus componentes desarrollaron diferentes carreras profesionales, algunas de ellas relacionadas con la escena musical. Desde la producción-grabación discográfica, hasta la publicidad. Pasando por la realización de programas televisivos.

## Discografía
- Ep: "Los siete magníficos / Carolina Dai / Escrito en el cielo / Algunos lo preferieron caliente" (Hispavox, 1960).
- Ep: "Cuando caliente el sol / Otros cinco minutos / Legata a un granello di sabbia / Multiplicación" (Fonópolis, 1961).
- Ep: "Voces en la noche / Jingle Bells / Et maintenant / Me gusta Madrid" (Fonópolis, 1962).
- Ep: "Bahía / Samba para una sola nota / Rivivere / Sambaval" (Fonópolis, 1963).